# Campionati mondiali giovanili di nuoto sincronizzato 1991
I II Campionati mondiali giovanili di nuoto sincronizzato si sono svolti in Italia dal 25 al 28 luglio 1991. Le sedi di gara sono state a Salerno.

## Medagliere
| Posiz. | Nazione          | Oro | Argento | Bronzo | Totale |
| ------ | ---------------- | --- | ------- | ------ | ------ |
| 1      | Giappone         | 3   | 0       | 0      | 3      |
| 2      | Stati Uniti      | 0   | 1       | 1      | 2      |
| 2      | Unione Sovietica | 0   | 1       | 1      | 2      |
| 4      | Regno Unito      | 0   | 1       | 0      | 1      |
| 5      | Canada           | 0   | 0       | 1      | 1      |
| Totale | Totale           | 3   | 3       | 3      | 9      |

## Risultati
| Evento       | Oro            | Argento          | Bronzo           |
| Stile libero |                |                  |                  |
| Singolo      | Miya Tachibana | Laila Vakil      | Janice Bremner   |
| Duo          | Giappone       | Unione Sovietica | Stati Uniti      |
| Squadra      | Giappone       | Stati Uniti      | Unione Sovietica |